# Gratlspitze
Gratlspitze är ett berg i Österrike. Det ligger i distriktet Kufstein och förbundslandet Tyrolen, i den västra delen av landet, 300 km väster om huvudstaden Wien. Toppen på Gratlspitze är 1 899 meter över havet, eller 595 meter över den omgivande terrängen. Bredden vid basen är 4,8 km.
Terrängen runt Gratlspitze är kuperad österut, men västerut är den bergig. Närmaste större samhälle är Kramsach, 6,2 km nordväst om Gratlspitze.
I omgivningarna runt Gratlspitze växer i huvudsak blandskog. Runt Gratlspitze är det ganska tätbefolkat, med 90 invånare per kvadratkilometer.